# カバノキ科
カバノキ科（学名：Betulaceae）は、双子葉植物の科で、6属150種ほどの落葉樹からなる。
北半球の温帯を中心に、一部南半球（アンデス山脈）にも分布する。花は単性の風媒花で、花被はないかまたは小さい萼がある。雌花は球果状または頭状の花序をなす。雄花は尾状花序となる。葉は鋸葉のある単葉で互生し、托葉がある。
雄花にのみ花被（萼）があるカバノキ亜科と、雌花にのみ花被があり子房下位のハシバミ亜科に分けられる。果実は種子を1個含む堅果で、翼を持つものもあり、小型のものが多いが、ハシバミ属では大型のドングリ状になる。
よく知られるものでは木材などを利用するシラカバ、ナッツとして食用にするセイヨウハシバミなどがある。

## 生態
カバノキ科の一部の属はマツ科やブナ科の樹木と並び、菌類と樹木の根の共生関係である菌根、特に外菌根を形成する。菌根を形成することで土壌中の栄養分の効率的な吸収や菌類が作り出す抗生物質による土壌中の樹木に有害な微生物の駆除等の利点があると考えられている。共生する菌類はテングタケ科、イグチ科、フウセンタケ科など複数にわたって知られる。菌類の子実体は大きく成長し我々がキノコとして認識できる種類もあり、中には食用にできるものもあるが、マツ科やブナ科と共生する菌類に比べるとその数は少ない。

菌根菌と樹木の共生関係のイメージ
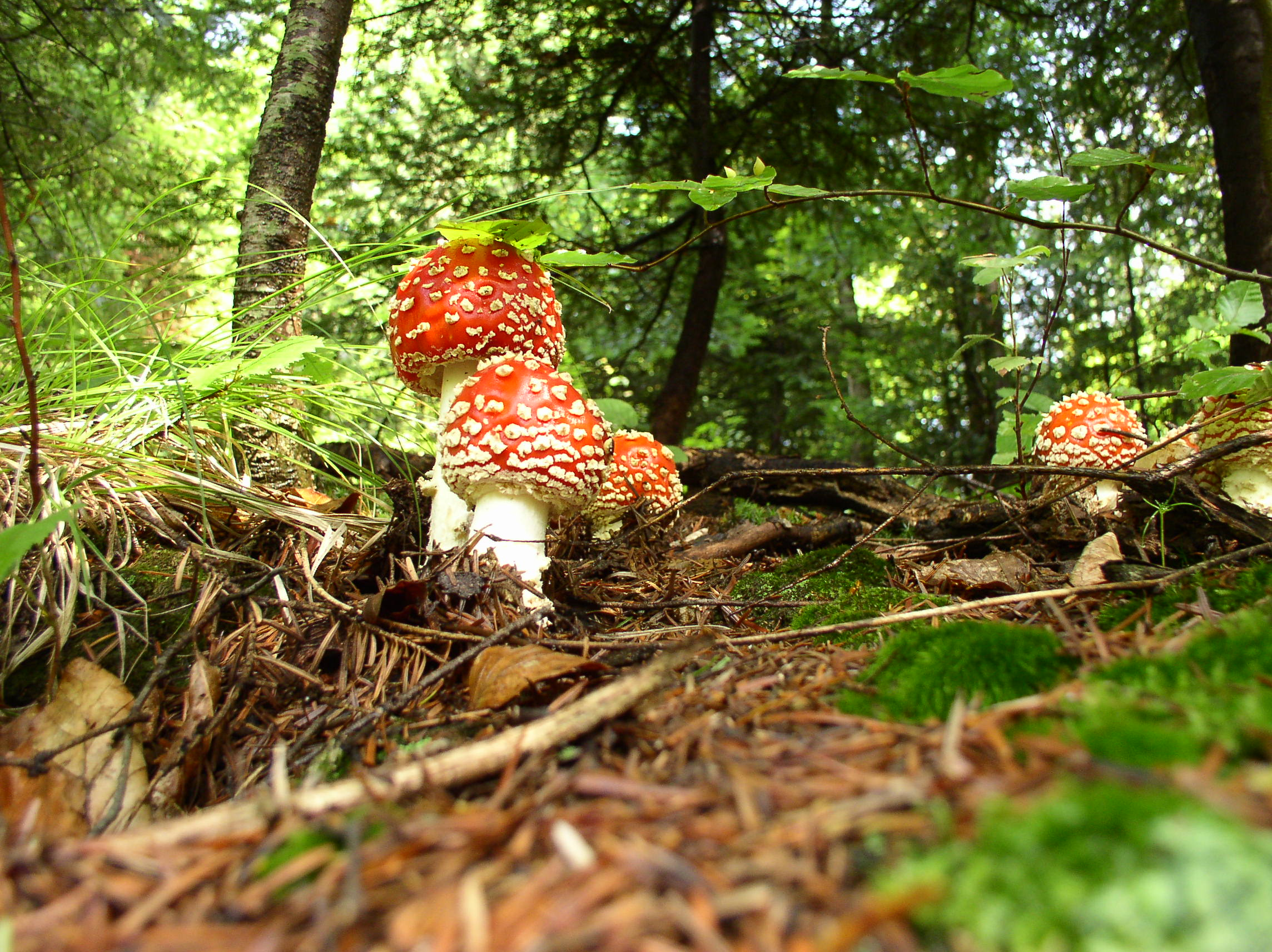
カバノキ属などと共生関係にあるベニテングタケ（テングタケ科）
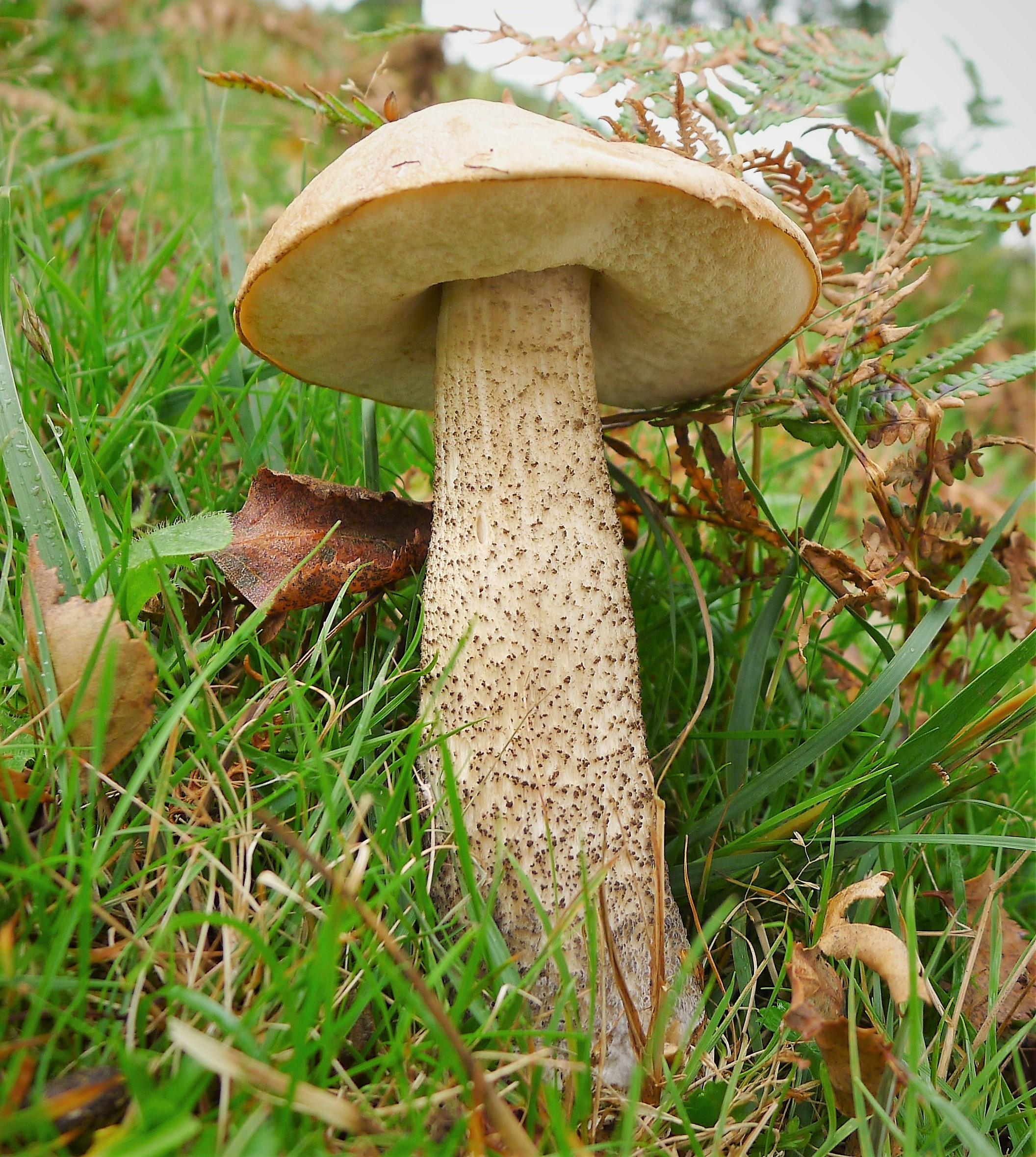
ヤマイグチ近縁種Leccinum scabrum

## 人間との関わり

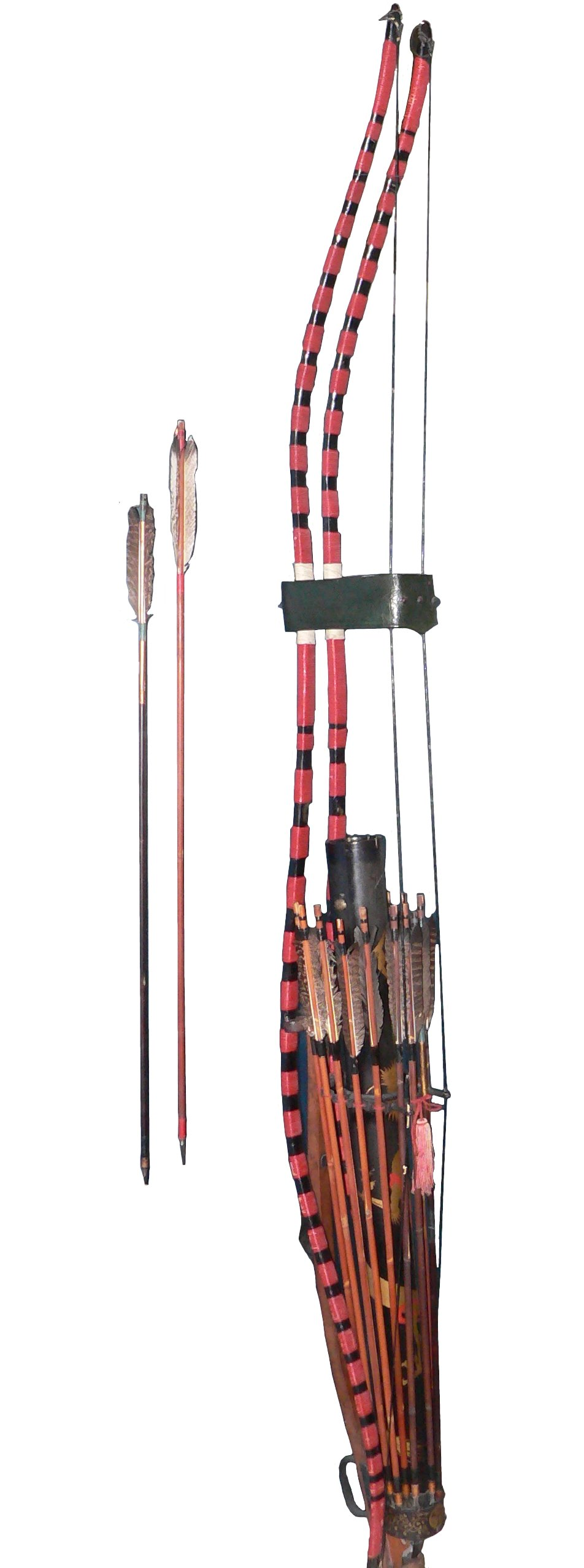
梓弓
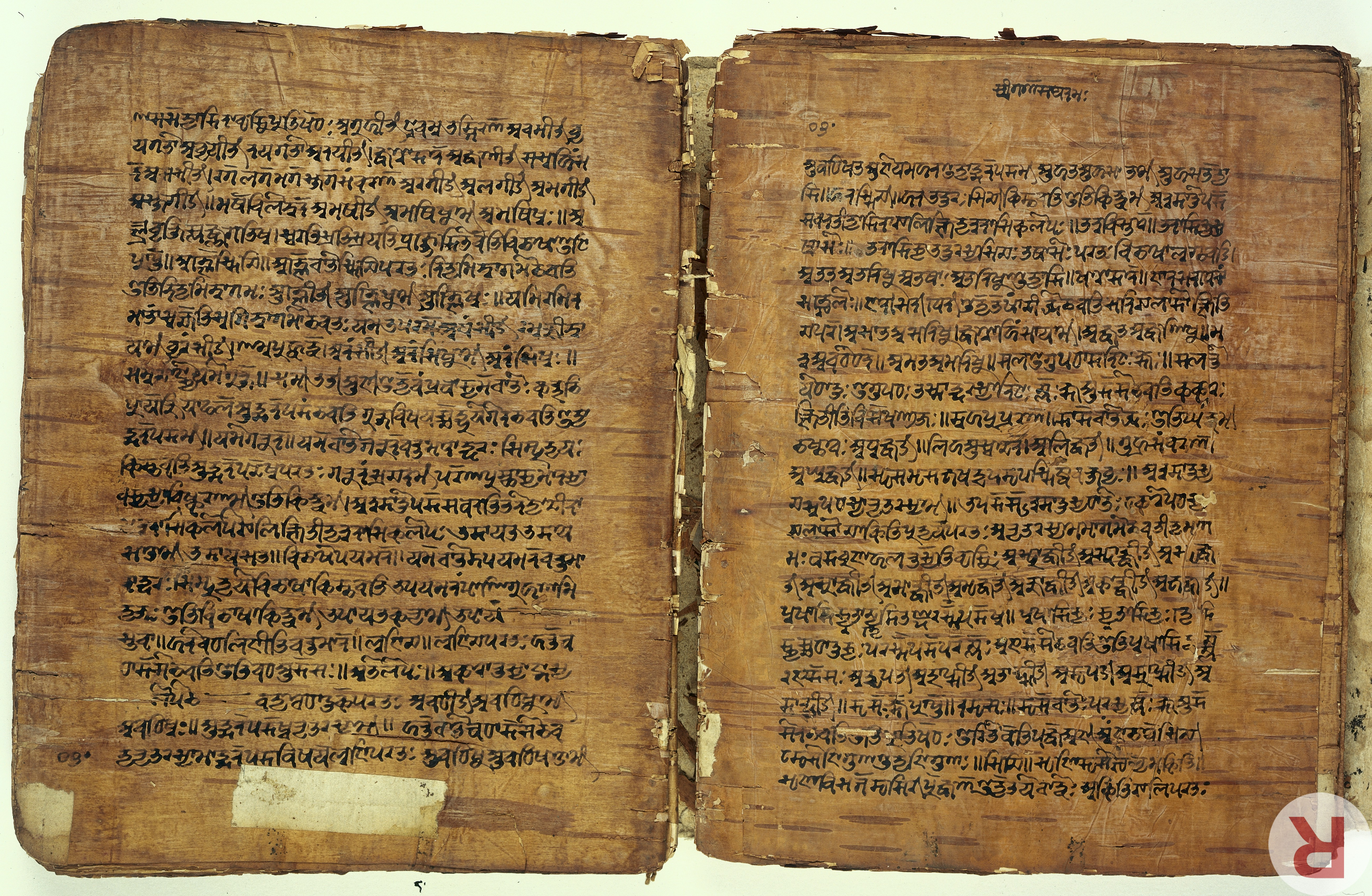
樺皮に書かれた文字
ベツリンの構造式

## 分類
2亜科に分かれると考えるのが主流である。

### カバノキ亜科 subfamily Betuloideae
- ハンノキ属 （学名: Alnus）

- カバノキ属 （学名: Betula）

### ハシバミ亜科 subfamily Coryloideae
- クマシデ属（学名:Carpinus）

クマシデ、イヌシデ、アカシデ
- ハシバミ属（学名: Corylus）Corylus ハシバミ属 - ハシバミ、ツノハシバミ、セイヨウハシバミ

- アサダ属 （学名: Ostrya） アサダ属 - アサダ

- Ostryopsis

和名未定の属で中国に3種が知られる。